# There You Go
There You Go (срп. Туда ти идеш) је песма коју је Пинк написала за свој деби албум Can't Take Me Home. Ово је уједно њен први сингл са албума. Песма се попела до 7. места на америчкој Билборд хот 100 листи, као и до 2. у Аустралији и 6. у Уједињеном Краљевству. У песми Пинк говори о завршеној вези при чему је њен бивши партнер жели назад.
Сингл је био велики хит у Аустралији где је достигао платинсти тираж са преко 70000 продатих копија.

### Музички спот
У споту за песму, бивши дечко позива Пинк да се провозају при чему она пристаје и долази мотоциклом до крова зграде која гледа на његов апартман. Затим, она пали мотор и у последњем тренутку скаче са њега гледајући како мотоцикл прелеће преко и улеће кроз прозор у апартман њеног бившег дечка. Док мотор гори, Пинк на улици ускаче у аутомобил свог новог дечка и одлази са њим.